# Classificação clássica
Em biologia, a classificação clássica designa a classificação científica tradicional, mais antiga e essencialmente baseada numa análise morfológica comparada. Atualmente, a classificação filogenética, que representa uma nova abordagem que leva  igualmente em conta a análise  das seqüências  de DNA  e a análise cladística, torna-se progressivamente o sistema dominante. As diferentes abordagens provocam ainda numerosos pontos de desacordos, que a ciência da classificação tenta preencher por uma abordagem cada vez mais global e evolutiva.
Em  botânica, a classificação clássica das  angiospermas é a classificação Cronquist (1981) e a classificação filogenética das angiospermas é a classificação APG (1998) ou a classificação APG II (2003).
Em mineralogia, a classificação clássica é a de Strunz (1970). Arranja os minerais em 9 classes, baseados em critérios cristaloquímicos.

## Diferentes classificações em botânica
A classificação clássica das plantas evoluiu graças ao trabalho de grandes taxonomistas. A classificação clássica é o resultado de  trabalhos que se integraram ou completamente ou parcialmente pela comunidade científica. Porém, contrariamente à Linné, a maioria dos taxonomistas trabalhou  sobre um conjunto limitado de espécies.
Um sistema de classificação não é necessariamente monolítico e não passa frequentemente  através de vários  estágios de desenvolvimento, tendo como resultado diversas versões do mesmo sistema.
Quando um sistema é adotado extensamente, muitos autores adotarão sua própria versão particular do sistema. O sistema de Cronquist é  bem conhecido por existir em muitas versões.
Um evento marcante foi a  publicação de "Species Plantarum"   de Linné que serviu como ponto de partida  para o uso da nomenclatura binomial das plantas. Por seu porte isto já qualificaria para estar nesta lista, porém não se ocupava das relações além de atribuir às plantas em gêneros.
- Sistema de Jussieu
A.L. de Jussieu (1789). Genera Plantarum, secundum ordines naturales disposita juxta methodum in Horto Regio Parisiensi exaratam. [S.l.: s.n.]
- Sistema de Candolle
A. P. de Candolle (1819). Théorie élémentaire de la botanique, ou exposition des principes de la classification naturelle et de l’art de décrire et d’etudier les végétaux 2ª ed. [S.l.: s.n.]
A. P. de Candolle;  et al. (1824–1873). Prodromus systemati naturalis regni vegetabilis sive enumeratio contracta ordinum, generum specierumque plantarum huc usque cognitarum, juxta methodi naturalis normas digesta. [S.l.: s.n.]
- Sistema Bentham & Hooker
G. Bentham & J.D. Hooker (1862–1883). Genera plantarum ad exemplaria imprimis in herbariis kewensibus servata definita. [S.l.: s.n.]
- Sistema Baillon
H. Baillon (1867–1894). Histoire des plantes. [S.l.: s.n.]
- Sistema Eichler
Eichler (1883). Syllabus der Vorlesungen über Phanerogamenkunde 3ª ed. [S.l.: s.n.]
- Sistema Engler
A. Engler & K. Prantl (1887–1915). Die Natürlichen Pflanzenfamilien. [S.l.: s.n.]
- Sistema Dalla Torre & Harms
K.W. von Dalla Torre & H. Harms (1900–1907). Genera Siphonogamarum, ad systema Englerianum conscripta. [S.l.: s.n.]
- Sistema Bessey
Charles Bessey (1915). The phylogenetic taxonomy of flowering plants. Annals of the Missouri Botanical Garden. 2. [S.l.: s.n.] pp. 109–164
- Sistema Wettstein
R. Wettstein (1901–1935). Handbuch der systematischen Botanik. [S.l.: s.n.]
- Sistema Hutchinson
J. Hutchinson (1926–1934). The families of flowering plants, arranged according to a new system based on their probable phylogeny. [S.l.: s.n.]
- Sistema Melchior
H. Melchior (1964).  Adolf Engler, ed. Syllabus der Pflanzenfamilien. II 12ª ed. [S.l.: s.n.]  (também conhecido como "Sistema Engler Modificado", em Angiospermae)}}
- Sistema Takhtajan
A. Takhtajan (1966). A system and phylogeny of the flowering plants. [S.l.: s.n.]
A. Takhtajan (1969). Flowering plants: origin and dispersal. [S.l.: s.n.]
A. Takhtajan (1980). Outline of the classification of flowering plants (Magnoliophya). Botanical Review. 46. [S.l.: s.n.] pp. 225–359
A. Takhtajan (1997). Diversity and classification of flowering plants. [S.l.: s.n.]
- Sistema Cronquist
A. Cronquist (1968). The evolution and classification of flowering plants. [S.l.: s.n.]
A. Cronquist (1981). An integrated system of classification of flowering plants. [S.l.: s.n.]
- Sistema Goldberg
Aaron Goldberg (1986). Classification, Evolution and Phylogeny of the Families of Dicotyledons. Smithsonian Contributions to Botany. 58. [S.l.: s.n.] pp. 1–314
Aaron Goldberg (1989). Classification, Evolution and Phylogeny of the Families of Monocotyledons. Smithsonian Contributions to Botany. 71. [S.l.: s.n.] pp. 1–73
- Sistema Dahlgren
R.M.T. Dahlgren (1975). A system of classification of angiosperms to be used to demonstrate the distribution of characters. Bot. Notiser. 128. [S.l.: s.n.] pp. 119–147
R.M.T. Dahlgren (1980). A revised system of classification of angiosperms. Bot. J. Linn. Soc. 80. [S.l.: s.n.] pp. 91–124
R.M.T. Dahlgren (1983). General Aspects of Angiosperm Evolution and Macrosystematics. Nordic Journal of Botany. 3. [S.l.: s.n.] pp. 119–149
R.M.T. Dahlgren & al. (1985). The families of the monocotyledons: structure, evolution, and taxonomy. [S.l.: s.n.]
G. Dahlgren (1989). An updated Angiosperm Classification. Botanical Journal of the Linnean Society. 100. [S.l.: s.n.] pp. 197–203
- Sistema Thorne
R.F. Thorne (1968). Synopsis of a putative phylogenetic classification of flowering plants. Aliso. 6(4). [S.l.: s.n.] pp. 57–66
R.F. Thorne (1983). Proposed new alignments in the angiosperms. Nordic J. Bot. 3. [S.l.: s.n.] pp. 85–117
R.F. Thorne (1992). Classification and geography of flowering plants. Botanical Review. 58. [S.l.: s.n.] pp. 225–348
R.F. Thorne (1992). An updated phylogenetic classification of the flowering plants. Aliso. 13. [S.l.: s.n.] pp. 365–389
R.F. Thorne (2000). The classification and geography of the flowering plants: dicotyledons of the class Angiospermae. Botanical Review. 66. [S.l.: s.n.] pp. 441–647
- Sistema Kubitzki (1990- )
K. Kubitzki & al. (1990). The Families and Genera of Vascular Plants. [S.l.: s.n.]
- Sistema Reveal (?)
- Sistema APG (1998)
APG (1998). An ordinal classification for the families of flowering plants. Annals of the Missouri Botanical Garden. 85. [S.l.: s.n.] pp. 531–553
W.S. Judd & al. (1999). Plant systematics: a phylogenetic approach. [S.l.: s.n.]
- Sistema APG II (2003)
APG (2003). An update of the Angiosperm Phylogeny Group classification for the orders and families of flowering plants: APG II. Botanical Journal of the Linnean Society. 141. [S.l.: s.n.] pp. 399–436
- Sistema Shipunov (2005)
(Available online: Full text PDF )
- Sistema APG III (2009)
APG (2009). «An update of the Angiosperm Phylogeny Group classification for the orders and families of flowering plants: APG III.». Botanical Journal of the Linnean Society. 161 (2): 399–436. doi:10.1111/j.1095-8339.2009.00996.x
(Available online: )

## Diferentes classificações em zoologia
- Aves
  - Classificação de Howard e Moore por Richard Howard e Alick Moore
  - Classificação de Sibley-Ahlquist por Charles Gald Sibley e Jon Edward Ahlquist
ITIS suit www.zoonomen.net
  - Classificação de Monroe por Burt Monroe.
- Peixes
  - Fishes of the World 4ª versão Março 2006 de Joseph S. Nelson (ISBN ISBN 0-471-25031-7)
- Mamíferos
  - Mammal Species of the World: a Taxonomic and Geographic reference  de Don E. Wilson e DeeAnn M. Reeder, Smithsonian Institution Press, Washington, 1993
  - Walker's mammals of the world de Ronald M. Nowak, Baltimore & London, The Johns Hopkins University Press, 1991